# Остатъци
„Остатъци“ е български игрален филм (криминална драма) от 1999 година на режисьора Росен Елезов, по сценарий на Росен Елезов и Димитър Горанов. Оператор е Христо Тотев.

## Актьорски състав
- Елина Калинова – Ани
- Тодор Танчев – Иван
- Асен Блатечки – Шеф на мутрите
- Дана Томова – Дъщерята
- Китодар Тодоров – Мутра
- Бойко Боянов – Питона
- Светослав Тодоров-Роги – Келнер